# Пятнистая лихорадка Скалистых гор
Пятнистая лихорадка Скалистых гор — острое инфекционное заболевание, которое вызывает Rickettsia rickettsii. Распространено в США (ежегодно регистрируется 600—650 случаев), а также в Канаде, Бразилии и Колумбии.
Болезнь получила своё название потому, что первая масштабная вспышка заболевания произошла среди первопоселенцев в предгорьях Скалистых гор, в основном в долине реки Биттеррут в штате Монтана. Начиная с 1930-х годов стало ясно, что эта болезнь встречается не только в регионе Скалистых гор, но и во многих районах Соединенных Штатов. В настоящее время признано, что это заболевание широко распространено по всей континентальной части Соединенных Штатов, а также вспышки происходят на севере Канады и на юге до Центральной Америки и некоторых частях Южной Америки. С 1981 по 1996 гг. это заболевание было зарегистрировано в каждом штате США, кроме штатов Гавайи, Вермонт, Мэн и Аляска.
Пятнистая лихорадка Скалистых гор — это одно из опасных инфекционных заболеваний. Даже при своевременном эффективном лечении летальность достигает 5-8 %. Однако лечение антибиотиками резко сократило смертность. До изобретения тетрациклина и хлорамфеникола летальность от пятнистой лихорадки Скалистых гор достигала девяти случаев из десяти.

## Этиология

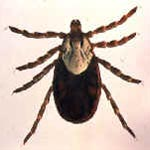
Dermacentor andersoni — переносчик пятнистой лихорадки Скалистых гор

Возбудитель — Rickettsia rickettsii был открыт Риккетсом в 1906 году. Характеризуется свойствами, присущими всем риккетсиям. Обладает гемолитической и токсической активностью, является внутриклеточным паразитом, заселяет как ядро, так и цитоплазму. На искусственных питательных средах не растет. Культивируют риккетсию в желточных мешках куриных эмбрионов, в культуре клеток и путём инфицирования лабораторных животных (морские свинки, кролики и др.). Быстро погибает при нагревании (+50 °С) и под влиянием дезинфицирующих средств.
Переносчиками бактерий являются клещи Dermacentor andersoni и Dermacentor variabilis. Заражение человека наступает при укусе клеща, часто это остается незамеченным, в США лишь 54,2 % больных сообщили об укусах клеща примерно за 2 недели до заболевания. В природных очагах наблюдается естественная зараженность около 10 видов животных — прокормителей клещей. Характерна трансовариальная передача риккетсий. Роль дополнительного природного резервуара инфекции могут играть собаки.

## Патогенез
Воротами инфекции является кожа в месте укуса клеща. В отличие от других клещевых риккетсиозов, первичный аффект на месте укуса клеща не образуется. Риккетсии по лимфатическим путям проникают в кровь, паразитируют не только в эндотелии сосудов, но и в мезотелии, в мышечных волокнах. Наиболее выраженные изменения сосудов наблюдаются в миокарде, головном мозге, надпочечниках, легких, коже. Пораженные эндотелиальные клетки сосудов некротизируются, на месте повреждения образуются пристеночные тромбы с клеточной инфильтрацией вокруг них. При тяжелом течении болезни отмечаются обширные ишемические очаги в различных органах и тканях (головной мозг, миокард и др.). Развивается тромбогеморрагический синдром.

## Клиническая картина
Инкубационный период длится от 3 до 14 дней (при легких формах он более продолжительный, а при тяжелых сокращается до 3-4 суток). Болезнь начинается остро с озноба, повышается температура тела (до 39-40°С), появляется сильная головная боль, слабость, адинамия, боли в мышцах, костях, суставах, иногда наблюдается рвота. У некоторых больных за 1-2 дня имеются нерезко выраженные продромальные симптомы (слабость, потеря аппетита). При тяжелых формах болезни рано проявляется тромбогеморрагический синдром (носовые кровотечения, рвота «кофейной гущей», геморрагическая сыпь, кровоподтеки на месте инъекций и др.). Первичный аффект не образуется, но у части больных можно обнаружить регионарный (к месту укуса клеща) лимфаденит, увеличение и болезненность лимфатического узла выражены умеренно. На 2-4-й день (редко на 5-6-й) появляется обильная макуло-папулезная сыпь. Сыпь появляется на конечностях, затем на всем теле, на лице, на волосистой части головы и почти всегда на ладонях и подошвах. С развитием тромбогеморрагического синдрома сыпь претерпевает геморрагическое превращение. На месте пятен и папул появляются петехии и более крупные кровоизлияния в кожу. На месте обширных кровоизлияний может наблюдаться некротизация в виде гангрены отдельных участков кожи (мошонка и др.) и слизистых оболочек (мягкое небо, язычок). Выявляется конъюнктивная сыпь и энантема на мягком небе. Через 4-6 дней элементы сыпи бледнеют и постепенно исчезают. На месте кровоизлияний длительно сохраняется пигментация кожи. Возможно шелушение кожи.
Проявления общей интоксикации напоминают её проявления при эпидемическом сыпном тифе. Появляется сильная головная боль, раздражительность, возбуждение, нарушения сознания, галлюцинации, бред. Могут наблюдаться парезы, параличи, нарушение слуха и зрения, менингеальные признаки и другие признаки поражения центральной нервной системы. Длительность острого периода при тяжелом течении достигает 2-3 нед. Выздоровление наступает медленно и даже при современных методах терапии летальность достигает 5-8 %.
По клиническим проявлениям различают сдедующие формы болезни: 
- амбулаторную — субфебрильная температура тела, необильная сыпь без геморрагических проявлений, общая длительность 1-2 нед;
- абортивную — с острым началом, высокой температурой, длительность лихорадки около недели, сыпь быстро исчезает; типичную с характерной симптоматикой и длительностью болезни до 3 нед.;
- молниеносную —  при которой через 3-4 дня наступает смерть. Эта форма характерна для злокачественного варианта лихорадки Скалистых гор (бразильский сыпной тиф).

## Осложнения
Осложнения — тромбофлебиты, нефриты, пневмонии, гемиплегии, невриты, нарушение зрения, глухота, в периоде реконвалесценции и в более поздние сроки — облитерирующий эндартериит.

## Диагностика
При выраженной клинической симптоматике и эпидемиологических данных (пребывание в эндемичной местности, укусы клещей за 5-14 дней до начала болезни и др.) диагноз возможен до получения данных лабораторных исследований. Для подтверждения диагноза используют серологические реакции: реакция агглютинации с протеями OXjg и ОХ2 (Вейля-Феликса), РСК со специфическим антигеном, более чувствительной является непрямая реакция иммунофлюоресценции, которая рекомендована ВОЗ (1993 г). Используют также выделение возбудителя из крови больных путём заражения морских свинок. Дифференцировать необходимо с другими клещевыми риккетсиозами.

## Лечение
Наиболее эффективным этиотропным препаратом является доксициклин, который принимают по 100 мг 2 раза в день до нормализации температуры тела, а затем ещё 3 дня. Учитывая частое появление выраженного тромбогеморрагического синдрома, необходимо введение гепарина (по 40 000-60 000 ЕД в сутки), лучше капельно в 5 % растворе глюкозы. При инфекционно-токсическом шоке проводят соответствующие терапевтические мероприятия.

## Прогноз
При тяжелых формах прогноз серьёзный даже при современных методах терапии. В США за последние годы летальность составляла 5,2 %, а среди больных старше 40 лет — 8,2 %. Возможны стойкие остаточные явления (глухота и др.).

## Профилактика
Проводятся противоклещевые мероприятия в эндемичных районах и вакцинация контингентов, подвергающихся риску инфицирования.